# Departamento Noroeste
El departamento Noroeste (en francés: département du Nord-Ouest; y en criollo haitiano: depatman Nòdwès) es uno de los diez departamentos (départements) de Haití. Tiene un área de 2.176 km² y una población de 662.777 habitantes (2009). Su capital es Port-de-Paix.
El departamento se divide en 3 distritos o arrondissements:
1. Môle-Saint-Nicolas
2. Port-de-Paix
3. Saint-Louis-du-Nord

Con la excepción de la Isla de la Tortuga y la zona costera próxima a Port-de-Paix, el noroeste haitiano es árido y yermo. Port-de-Paix, fue en su día un puerto exportador de café y bananas, pero en la actualidad su principal actividad es el contrabando de bienes con Miami. Colón la llamó Valparaíso, y conserva algunas hermosas playas y paisajes.

## Comunas
El Departamento Artibonito tiene 17 municipios
- Anse-Rouge
- Desdunes
- Dessalines
- Ennery
- Grande-Saline
- Gros-Morne
- La Chapelle
- Les Gonaïves
- L'Estère
- Liancourt
- Mermelada
- Montrouis
- Petite-Rivière-de-l'Artibonite
- San Marcos
- San Miguel de la Atalaya
- Terre-Neuve
- Verrettes